# Księstwo strzeleckie

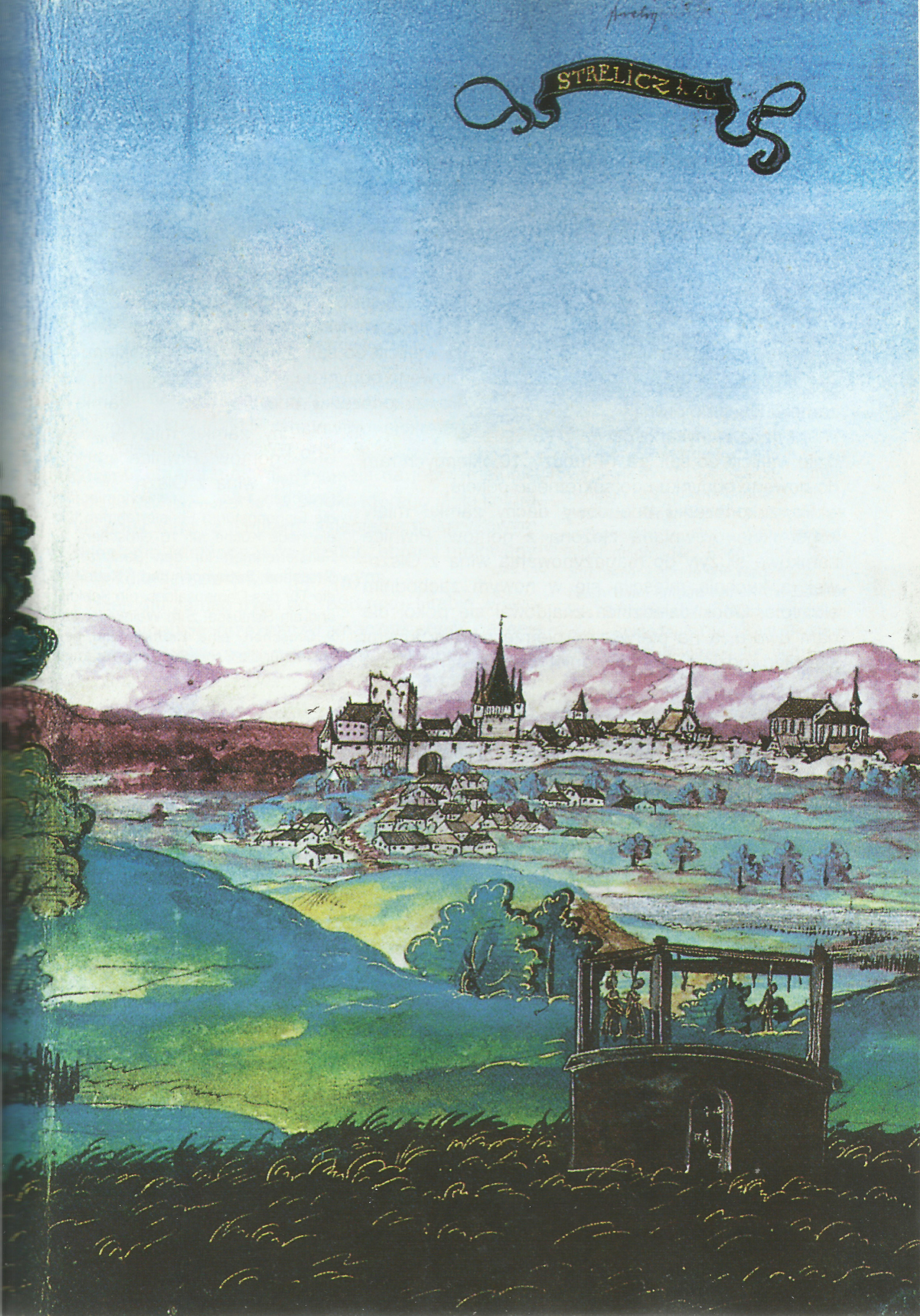
Panorama Strzelec Opolskich z XVI wieku

Księstwo strzeleckie – historyczne księstwo śląskie, istniejące w latach 1323–1532, ze stolicą w Strzelcach Opolskich. W latach 1382–1532 w unii z księstwem niemodlińskim.

## Historia
Księstwo strzeleckie powstało na skutek podziałów księstwa opolskiego po śmierci księcia Bolesława I, kiedy wydzielono dzielnicę niemodlińską. Najmłodszy z trójki książęcych synów Albert pozostał początkowo bez nadziału, jednak już w 1317 został on określony jako panujący w kraju sośnicowickim. W kolejnych latach Albertowi przydzielono ziemie strzelecką i lubliniecką. W 1321 określano jego jako samodzielnego władcę, którego siedzibą stały się Wielkie Strzelce (obecne Strzelce Opolskie), którym nadał prawa miejskie. W skład księstwa wchodziły Lubliniec, Krapkowice, Woźniki, Leśnica i Sośnicowice. Granice księstwa rozpościerały się od Opola do Gliwic i obejmowały Groszowice, sięgając Żurowej, Dolnej, kierując się w kierunku Błotnicy Strzeleckiej i obejmując część okręgu oleskiego, a także Łabędy i Stare Gliwice. W skład księstwa wchodził także klasztor w Jemielnicy.
Księstwo graniczyło z królestwem polskim, księstwami bytomskim, kozielskim, opolskim i prawdopodobnie niemodlińskim.
W lutym 1327 ks. Albert nie złożył – jak inni książęta górnośląscy – hołdu lennego Janowi Luksemburskiemu, zachowując polityczną niezależność. W 1335 został wymieniony jako lennik króla czeskiego, zachowując dobre stosunki z Polską, z którą granice wytyczono w 1341.
W 1355 doszło do podziału księstw kozielskiego i bytomskiego. Mimo wysuwanych roszczeń, cesarz Karol IV Luksemburski nie wyraził zgody na powiększenie księstwa strzeleckiego.
W układzie z 1359 ks. Bolesław II opolski zrzekł się praw do księstwa strzeleckiego, zgadzając się, by sukcesorami zostały dzieci Władysława Białego i Elżbiety, córki księcia Alberta. Układ pozostał jednak bezskuteczny, z uwagi na szybką i bezpotomną śmierć córki księcia strzeleckiego.

## Książęta strzeleccy
- Albert Strzelecki 1323–1366/1371
- Bolko III Opolski 1371–1382
- Bernard Niemodliński 1382 – 1450 r. (początkowo wraz z braćmi Janem, Henrykiem i Bolkiem)
- Bolko V Husyta 1450 – 1460 r.
- Mikołaj I Opolski 1460–1476 (wraz z synem Ludwikiem opolskim)
- Jan II Dobry 1476–1532